# Nguyễn Hữu Việt
Nguyễn Hữu Việt (1 tháng 10, 1988 – 25 tháng 3, 2022) sinh ra và lớn lên tại Hải Phòng. Anh từng là vận động viên xuất sắc nhất của bơi lội Việt Nam tại thời điểm là thành viên chủ chốt của đội tuyển quốc gia. Anh còn được giới truyền thông và người hâm mộ nước nhà gọi là Hoàng tử ếch do những thành tích xuất sắc mà anh giành được ở nội dung bơi ếch sở trường của mình.

## Sự nghiệp
Tháng 1 năm 1998, Nguyễn Hữu Việt chính thức được tuyển vào Trường Nghiệp vụ thể dục thể thao của Hải Phòng.
Tháng 6 năm 2002, Sở Thể dục thể thao Hải Phòng tự đầu tư cho Hữu Việt tập huấn ở nước ngoài, nhằm tập trung vào kiểu bơi ếch sở trường của Việt.
Tháng 6 năm 2003, chuyên gia Hoàng Quốc Huy chính thức 1 kèm 1 cho Nguyễn Hữu Việt ở Trung Quốc. Đến tháng 10 năm 2003, tại giải vô địch quốc gia, Hữu Việt đã đoạt HCV 100m ếch (1'0750), giành suất tham dự SEA Games lần thứ 22 từ tay Trần Xuân Hiền (VĐV đã đoạt HCB SEA Games lần thứ 21 cũng ở cự ly 100m ếch). Tại SEA Games năm đó, Hữu Việt đã giành được tấm huy chương khu vực đầu tiên trong sự nghiệp của mình (tấm HCĐ với thành tích 1'0494). Sau SEA Games, Sở Thể dục thể thao Hải Phòng tiếp tục tập trung kinh phí cho Hữu Việt tập huấn dài hạn ở Trung Quốc, mục đích là để nâng cao thành tích của Việt và có thể tranh chấp HCV 100m ếch tại SEA Games lần thứ 23.
SEA Games lần thứ 23 (tháng 12/2005) tại Philippines, Nguyễn Hữu Việt lần đầu lên ngôi khu vực ở 100m ếch với thành tích 1'0380. Nếu tính từ lúc VĐV bơi lội Phan Kế Nhơn đoạt HCV 100m ếch nam ở SEAP Games vào năm 1959 thì phải trải qua 46 năm bơi lội Việt Nam mới có 1 chiếc HCV Đông Nam Á của Hữu Việt. Nhờ vậy, cuối năm 2005, Hữu Việt đã lần đầu tiên đứng thứ nhất trong cuộc bầu chọn 10 VĐV tiêu biểu toàn quốc. Thành tích của Việt thực sự có ý nghĩa bước ngoặt đối với bơi lội Việt Nam bởi đây là một trong những môn thể thao cơ bản tại các kỳ Thế vận hội và hơn nữa bơi lội Việt Nam đã phải chờ đợi gần nửa thế kỷ mới lại giành được 1 tấm HCV khu vực.
Sau SEA Games 23, Hữu Việt mới nhận được sự quan tâm đúng mức và đầu tư kinh phí từ lãnh đạo thể thao trung ương. Từ tháng 1/2007, huấn luyện viên đội tuyển quốc gia Đặng Anh Tuấn dẫn dắt Việt tập huấn ở Côn Minh (Quảng Tây). Tại SEA Games 24 ở Thái Lan cuối năm 2007, Hữu Việt đã bảo vệ thành công ngôi vô địch khi vượt qua thành tích của chính anh ở SEA Games 23 với 7 (1'0373).
Chuẩn bị cho SEA Games 25 tại Lào, đầu năm 2009, thầy trò Đặng Anh Tuấn và Nguyễn Hữu Việt lại lên đường sang Côn Minh với kinh phí Nhà nước đầu tư cao hơn. Quá trình nỗ lực không ngừng của cả thầy và trò đã cụ thể hóa bằng những thành tích liên tục được cải thiện của Hữu Việt ở cự ly 100m ếch thế mạnh của anh. Và tại SEA Games 25 (cuối năm 2009), Nguyễn Hữu Việt đã đi vào lịch sử thể thao Đông Nam Á trên đường đua xanh khi lập kỷ lục mới của SEA Games với thành tích 1'0160 ở cự ly 100m ếch sở trường.

## Qua đời
Tối ngày 24 tháng 3 năm 2022, trong khuôn khổ vòng loại World Cup 2022, Nguyễn Hữu Việt đã có mặt tại sân Mỹ Đình theo dõi trận đấu giữa Việt Nam và Oman. Tuy nhiên, ngay sáng hôm sau, tức ngày 25 tháng 3 năm 2022, Hữu Việt đột ngột qua đời ở tuổi 34. Anh bị tái phát bệnh hen suyễn mãn tính trong lúc đi tắm, gia đình không kịp cấp cứu.